# Citadel Bastion
Die Citadel Bastion ist ein 645 m hoher, felsiger und abgeflachter Berg an der Ostküste der westantarktischen Alexander-I.-Insel. Er ragt an der Südflanke der Mündung des Saturn-Gletschers in den George-VI-Sund auf.
Trimetrogonaufnahmen der Ronne Antarctic Research Expedition (1947–1948) und Vermessungen, die der Falkland Islands Dependencies Survey zwischen 1948 und 1950 vornahm, dienten der Kartierung des Berges. Das UK Antarctic Place-Names Committee benannte ihn am 31. Dezember 1964 nach seiner Ähnlichkeit mit einer Zitadelle.